# Mia Gommers
Maria Francisca Philomena (Mia) Hoogakker-Gommers (Stein (Limburg), 26 september 1939) is een Nederlandse voormalige atlete, die in de jaren zestig van de 20e eeuw tot de wereldtop op de middellange afstanden behoorde. Zij nam eenmaal deel aan de Olympische Spelen en veroverde bij die gelegenheid een bronzen medaille.

## Biografie

### Naar de top via harde training
Mia Gommers moest het niet zozeer hebben van haar natuurlijke aanleg. Zij bereikte de top vooral door ontzettend hard te trainen. In 1967, op 27-jarige leeftijd, was ze eindelijk zover dat zij zich kon meten met de nationale top. Dat wil zeggen: op de 800 m, want een andere middellange afstand liepen de vrouwen toen nog niet. Tot 1967, want toen werd de 1500 m voor het eerst in het wedstrijdprogramma voor vrouwen opgenomen. Mia Gommers greep de kans met beide handen aan. Binnen een half jaar verbeterde zij het nationale record op dit nieuwe nummer van 4.42,2 via 4.35,6 en 4.22,3 tot 4.15,6. Die laatste tijd was tevens een nieuw wereldrecord, gevestigd op haar thuisbaan van AV Unitas in Sittard. Je kunt zeggen dat Mia Gommers de 1500 m voor vrouwen internationaal op de kaart zette.

### Brons op Olympische Spelen
In 1968 leverde zij echter haar meest bekende prestatie. Tijdens de Olympische Spelen in Mexico won zij een bronzen medaille op de 800 m in een tijd van 2.02,6, een persoonlijk record. 'Mijn hartewens is in vervulling gegaan', aldus de gelukkige Limburgse na afloop. Gommers had in de finale een voor haar ongewone race gelopen. In de meeste wedstrijden verscheen ze binnen 100 meter op kop om vervolgens de lakens uit te delen. Dit keer lag ze na 100 meter achter in het peloton. Na afloop zei Gommers: 'Forceren had geen zin. Het aanvangstempo was pittig en bovendien kon ik de schermutselingen aan de kop goed in de gaten houden. Toen ik eenmaal vijfde lag, wist ik dat de kans op een medaille aanwezig was.' Het kwam ten slotte aan op de laatste 200 meter, waarin ze de Engelse Sheila Taylor en de Amerikaanse Doris Brown wist te passeren. Voor de Roemeense Ileana Silai kwam ze net iets te kort. Later speet het Gommers dat ze de Roemeense, die haar in 1968 twee keer had verslagen, niet had kunnen pakken. 'Ik had zeker revanche kunnen nemen als ik mijn aanval iets eerder had ingezet.'
Voorafgaand aan de Olympische Spelen in Mexico had ze op 20 augustus in Sittard en passant ook nog in 6.15,6 een nieuw wereldrecord gelopen op de incourante 3 x 800 m vrouwenestafette, tezamen met Ilja Keizer-Laman en Tilly van der Zwaard.

### Zilveren medaille op EK
Het volgende jaar werd Mia Gommers in 4.11,9 tweede op de 1500 m tijdens de Europese kampioenschappen in Athene. Ze bleef daarmee opnieuw binnen het bestaande wereldrecord, dat intussen was aangescherpt tot 4.12,4. Maar de Tsjecho-Slowaakse Jaroslava Jehlicková ging er in 4.10,7 met het goud en het nieuwe wereldrecord vandoor. Mia Gommers kon zich echter troosten met de gedachte, dat zij enkele maanden eerder bij een andere gelegenheid in Leicester het wereldrecord op de klassieke mijl had verbeterd tot 4.36,8.
In 1969 werd Gommers in Nederland gekozen tot Sportvrouw van het jaar. Tijdens het NOC*NSF Sportgala van 2015 kreeg zij hiervoor alsnog de Jaap Edentrofee uitgereikt. 
Van beroep was Gommers fysisch-chemisch research-assistente bij DSM. In 1970 trad zij in het huwelijk en beëindigde zij haar atletiekloopbaan, waarin zij in totaal acht individuele nationale titels behaalde, acht nationale records vestigde en twee individuele wereldrecords.

## Kampioenschappen

### Internationale kampioenschappen
| Onderdeel | Titel                | Jaar |
| --------- | -------------------- | ---- |
| 1500 m    | Engels AAA-kampioene | 1969 |

## Nederlandse kampioenschappen
Outdoor
| Onderdeel                 | Jaar       |
| ------------------------- | ---------- |
| 800 m                     | 1967, 1969 |
| 1500 m                    | 1967, 1969 |
| veldlopen (lange afstand) | 1968, 1969 |

Indoor
| Onderdeel | Jaar       |
| --------- | ---------- |
| 800 m     | 1968, 1969 |

## Records

### Persoonlijke records
| Onderdeel   | Prestatie      | Datum             | Plaats      |
| ----------- | -------------- | ----------------- | ----------- |
| 100 m       | 12,6           |                   |             |
| 200 m       | 25,9           |                   |             |
| 400 m       | 55,6           | 15 september 1968 | Rotterdam   |
| 800 m       | 2.02,6         | 19 oktober 1968   | Mexico-Stad |
| 1500 m      | 4.11,9 (ex-NR) | 20 september 1969 | Athene      |
| 1 Eng. Mijl | 4.36,8 (ex-WR) | 14 juni 1969      | Leicester   |

### Wereldrecords
| Onderdeel   | Prestatie | Datum           | Plaats    |
| ----------- | --------- | --------------- | --------- |
| 1500 m      | 4.15,6    | 24 oktober 1967 | Sittard   |
| 1 Eng. mijl | 4.36,8    | 14 juni 1969    | Leicester |

### Nederlandse records
Outdoor
| Onderdeel   | Prestatie | Datum             | Plaats    |
| ----------- | --------- | ----------------- | --------- |
| 1500 m *    | 4.42,2    | 7 mei 1967        | Amsterdam |
|             | 4.35,6    | 15 mei 1967       | Sittard   |
|             | 4.22,3    | 1 september 1967  | Sittard   |
|             | 4.15,6    | 24 oktober 1967   | Sittard   |
|             | 4.15,0    | 2 juli 1969       | Milaan    |
|             | 4.13,5    | 31 juli 1969      | Stuttgart |
|             | 4.11,9    | 21 september 1969 | Athene    |
| 1 Eng. mijl | 4.36,8    | 14 juni 1969      | Leicester |

* Mia Gommers liep op 30 april 1967 in Heerlen een 1500 m in 4.39,8, maar deze prestatie werd niet als record erkend, omdat de baan in Heerlen was afgekeurd.
Indoor
| Onderdeel | Prestatie | Datum           | Plaats     |
| --------- | --------- | --------------- | ---------- |
| 200 m     | 26,3 s    | 4 november 1967 | Böblingen  |
| 800 m     | 2.17,9    | 9 maart 1968    | Leeuwarden |

## Palmares

### 800 m
- 1966:  NK - 2.13,6
- 1967:  NK - 2.07,5
- 1968:  OS - 2.02,6 s
- 1969:  NK - 2.06,4

### 1500 m
- 1967:  NK - 4.31,0
- 1969:  NK - 4.18,9
- 1969:  EK - 4.11,9 s (NR)

### veldlopen
- 1968:  NK (2000 m) - 7.20
- 1969:  NK (2000 m) - 5.42

## Onderscheidingen
- KNAU-atlete van het jaar - 1967, 1968
- Unie-erekruis in goud van de KNAU - 1968
- Nederlands sportvrouw van het jaar - 1969